# Oxytropis diversifolia
Oxytropis diversifolia är en ärtväxtart som beskrevs av E.Peter. Oxytropis diversifolia ingår i släktet klovedlar, och familjen ärtväxter. Inga underarter finns listade i Catalogue of Life.